# Flerdimensionell tid
Flerdimensionell tid är den teoretiska tanken, att det precis som det finns flera rumsdimensioner, kan finnas fler än en tidsdimension. Frågan diskuteras då och då inom de vetenskapliga disciplinerna fysik och filosofi och har dessutom använts inom konsten, bland annat i skönlitteratur och film.

## Fysik
Den speciella relativitetsteorin beskriver rumtid som en mångfald vars metriska tensor har ett negativt egenvärde. Det överensstämmer med förekomsten av en "tidsliknande" riktning. En metrisk tensor med flera negativa egenvärden skulle på motsvarande sätt antyda ett flertal tidsliknande riktningar, d.v.s. flera tidsdimensioner, men det finns ingen vetenskaplig samsyn i när det gäller hur förhållandet mellan dessa extra "tider" och tiden, i den betydelse som begreppet traditionellt förstås, ser ut. 
Om den speciella relativitetsteorin kan generaliseras för k-dimensionell tid (t1,t2,…,tk) och n-dimensionellt rum (xk+1, xk+2,…, xk+n), så kommer det (k+n)-dimensionella intervallet, eftersom det är en invariant, ges av uttrycket (dsk,n)2=(cdt1)2+…+(cdtk)2−(dxk+1)2−…−(dxk+n)2. Den metriska signaturen kommer att vara 
{\displaystyle (\underbrace {+,\cdots ,+} _{k},\underbrace {-,\cdots ,-} _{n})\,} - tidsliknande teckenkonvention,
(eller   {\displaystyle (\underbrace {-,\cdots ,-} _{k},\underbrace {+,\cdots ,+} _{n})\,} - rymdliknande teckenkonvention).
Transformationerna mellan de två tröghetsreferensramarna K och K′, som är i en standardkonfiguration (d.v.s. transformationer utan translationer och/eller rotationer av rumsaxeln i hyperplanet för rummet och/eller rotationer av tidsaxeln i hyperplanet för tiden), ges enligt följande:
{\displaystyle t'_{\sigma }=\sum _{{\theta }=1}^{k}\left(\delta _{{\sigma }{\theta }}t_{\theta }+{\frac {c^{2}}{v_{\sigma }v_{\theta }}}\beta ^{2}({\zeta }-1)t_{\theta }\right)-{\frac {1}{v_{\sigma }}}\beta ^{2}{\zeta }x_{k+1},}
{\displaystyle x'_{k+1}=-c^{2}\beta ^{2}\zeta \sum _{{\theta }=1}^{k}{\frac {t_{\theta }}{v_{\theta }}}+{\zeta }x_{k+1},}
{\displaystyle x'_{\lambda }=x_{\lambda },}
där {\displaystyle \mathbf {v} _{1}=(v_{1},\underbrace {0,\cdots ,0} _{n-1})\,\!,} {\displaystyle \mathbf {v} _{2}=(v_{2},\underbrace {0,\cdots ,0} _{n-1})\,\!,} {\displaystyle \mathbf {v} _{k}=(v_{k},\underbrace {0,\cdots ,0} _{n-1})\,\!}
är vektorerna för K′:s hastigheter mot K, som i enlighet därmed är definierade i förhållande till tidsdimensionerna t1,t2,…,tk; {\displaystyle \beta ={\frac {1}{\sqrt {\sum _{{\mu }=1}^{k}{\frac {c^{2}}{v_{\mu }^{2}}}}}};}
{\displaystyle \zeta ={\frac {1}{\sqrt {1-\beta ^{2}}}};}
σ=1,2,...,k; λ=k+2,k+3,...,k+n. Här är δσθ Kroneckerdeltat. De här transformationerna är generaliseringar av Lorentztransformationer i en fast riktning i rummet (xk+1) i fältet för den flerdimensionella tiden och det flerdimensionella rummet. 
Låt oss ange följande: {\displaystyle {\frac {\mathrm {d} x_{\eta }}{\mathrm {d} t_{\sigma }}}=V_{\sigma \eta }}  och  
{\displaystyle {\frac {\mathrm {d} x'_{\eta }}{\mathrm {d} t'_{\sigma }}}=V'_{\sigma \eta },}

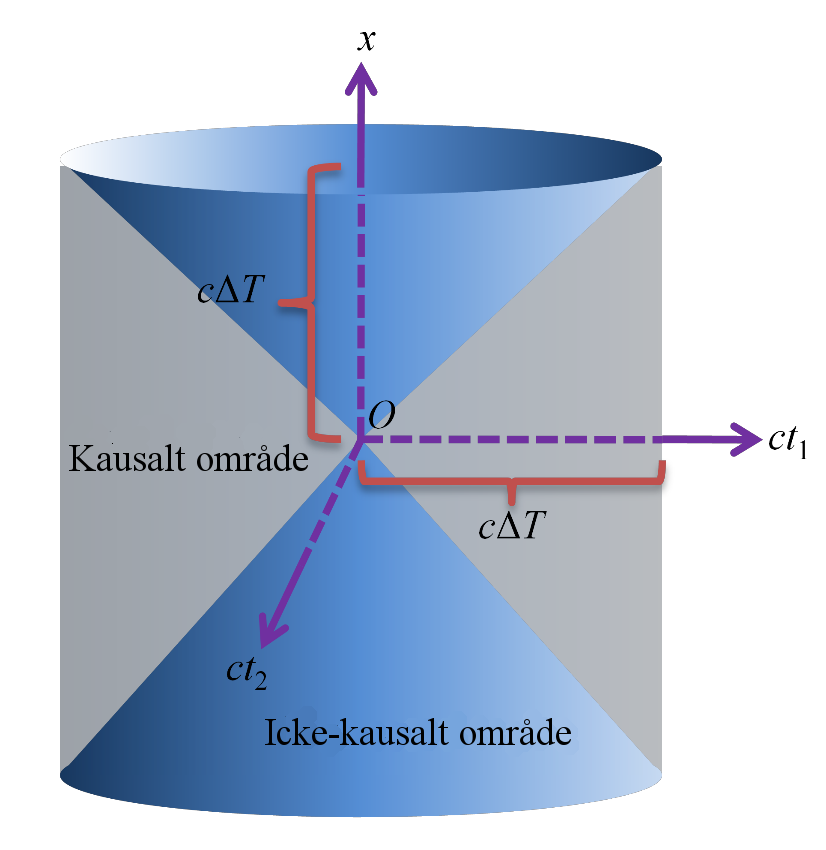
Den kausala strukturen i en rumtid med två tidsdimensioner och en rumsdimension.

  där σ=1,2,...,k; η=k+1,k+2,...,k+n. Hastighetsadditionsformeln ges i sådana fall av
{\displaystyle V'_{\sigma \left(k+1\right)}={\frac {V_{\sigma \left(k+1\right)}\zeta \left(1-\beta ^{2}\sum _{{\theta }=1}^{k}{\frac {c^{2}}{v_{\theta }V_{\theta \left(k+1\right)}}}\right)}{1+{\frac {V_{\sigma \left(k+1\right)}}{v_{\sigma }}}\beta ^{2}\left(\left(\zeta -1\right)\sum _{{\theta }=1}^{k}{\frac {c^{2}}{v_{\theta }V_{\theta \left(k+1\right)}}}-\zeta \right)}},}
{\displaystyle V'_{\sigma \lambda }={\frac {V_{\sigma \lambda }}{1+{\frac {V_{\sigma \left(k+1\right)}}{v_{\sigma }}}\beta ^{2}\left(\left(\zeta -1\right)\sum _{{\theta }=1}^{k}{\frac {c^{2}}{v_{\theta }V_{\theta \left(k+1\right)}}}-\zeta \right)}},}
  där σ=1,2,...,k; λ=k+2,k+3,...,k+n. 
För enkelhetens skull tänker vi oss en enda rumslig dimension x3 och de två tidsdimensionerna x1 och x2 (t.ex. x1=ct1, x2=ct2, x3=x). Låt oss anta, att det i punkten O, med koordinaterna x1=0, x2=0, x3=0, har inträffat en händelse H. Låt oss dessutom anta, att ett givet tidsintervall {\displaystyle \Delta T={\sqrt {\left(\Delta t_{1}\right)^{2}+\left(\Delta t_{2}\right)^{2}}}\geq 0} har förflutit sedan händelsen H inträffade. 
Det kausala område, som är kopplat till händelsen H innefattar sidoytan av den räta cirkulära konen { (x1)2+(x2)2−(x3)2=0 }, sidoytan av den räta cirkulära cylindern { (x1)2+(x2)2=c2ΔT2 } och det inre område som avgränsas av dessa ytor. Det kausala området inkluderar med andra ord alla punkterna (x1,x2,x3), för vilka villkoren 
{ (x1)2+(x2)2−(x3)2=0  och  |x3|≤cΔT }  eller
{ (x1)2+(x2)2=c2ΔT2  och  |x3|≤cΔT }  eller
{ (x1)2+(x2)2−(x3)2>0  och  (x1)2+(x2)2<c2ΔT2 }
är uppfyllda.
Teorier med fler än en tidsdimension har med ojämna mellanrum förts fram inom fysiken, antingen som en seriös beskrivning av verkligheten eller bara som en besynnerlig möjlighet. Itzhak Bars arbete över ämnet "tvådimensionella tidens fysik" (2T-fysik), i vilket han har låtit sig inspireras av SO(10,2)-symmetrin hos den utvidgade supersymmetriska strukturen inom M-teorin, är den senaste och mest systematiska utvecklingen av konceptet (se även F-teori).  Walter Craig och Steven Weinstein bevisade att det fanns ett välställt begynnelsevärdesproblem för den ultrahyperboliska ekvationen (en vågekvation i fler än en tidsdimension). Deras studie visade att initiala data på en blandad (både rums- och tidslik) hyperyta, som lyder ett visst icke-lokalt bivillkor, utvecklas deterministiskt i den återstående tidsdimensionen.

## Filosofi

### Seriell tid
I sin bok Experiment med tiden (orig. An Experiment with Time) beskriver John William Dunne en ontologi i vilken det finns en oändlig hierarki av medvetna sinnen, vart och ett med sin egen tidsdimension och med möjlighet att – från en utomstående position – se händelser som utspelar sig i lägre tidsdimensioner. Experiment med tiden var den första boken i en serie, som kom att behandla vad Dunne kallade "seriell tid". Den seriella tiden är likriktad, d.v.s. går från det förflutna över nuet och vidare mot framtiden, och är också personlig för varje individ. Vi upplever med andra ord allting utifrån en slags isolering visavi andra människor. I Dunnes ontologi kan människan lära sig att bryta sig loss från den seriella tidsdimensionen och börja leva samtidigt i det förflutna, i nuet och i framtiden. Hans teori kritiserades ofta för att den uppvisar en onödig oändlig regress.

### Hyperdimensionell tid
Den begreppsmässiga möjligheten att det kan finnas flera tidsdimensioner har också behandlats inom den analytiska filosofin.
Den engelske filosofen John G. Bennett postulerade ett sexdimensionellt universum med de tre vanliga rumsdimensionerna och tre tidslika dimensioner, som han kallade tid, evighet och hyparxis.  Tiden är den sekventiella, kronologiska tid som vi är förtrogna med sedan tidigare. Hypertidsdimensionerna evigheten och hyparxis har egna, särskiljande egenskaper. Evigheten kan betraktas som kosmologisk tid eller tidlös tid. Hyparxis kan betecknas som ett tillstånd av existensmöjlighet, d.v.s. tillståndet att ha förmåga att existera, och kan vara mer tydligt närvarande på en kvantmekanisk nivå.
En förening av de två dimensionerna tid och evighet skulle kunna utgöra en hypotetisk grund för en multiversumkosmologi, där parallella universum existerar över ett plan med i stort sett oändliga möjligheter. Den tredje tidslika dimensionen, hyparxis, möjliggör den teoretiska existensen av science fiction-koncept som tidsresor, förflyttning mellan parallella världar och resor i hastigheter snabbare än ljusets.
Men, även om Bennett lägger fram en del intressanta spekulationer, så bygger hans idéer på subjektiva aspekter av hur tiden uppfattas, vilket gör att de inte kan anses  vila på en alltigenom vetenskaplig grund. Det metrologiska problemet med Bennetts hypotes, alltså hur dessa hypotetiska, extra tidslika dimensioner skall mätas och påvisas, lämnas utan svar.

## Inom fiktion
- I den sista romanen av Sergej Snegovs trilogi Människor som gudar, Den omvända tidsslingan från 1977, säger hjälten i boken: "Här är min idé – att bryta mig ut ur den endimensionella, raka tiden i en tvådimensionell tid"[e]

- Robert A. Heinleins roman The Number of the Beast[f] från 1980 presenterar en sexdimensionell kosmologi, i vilken det finns tre tidsdimensioner, kallade t, tau (grekiska gemena bokstaven τ) och teh (kyrilliska gemena kursiva bokstaven т; den raka gemenen skrivs т).

- I sin tetralogi om Ware beskriver Rudy Rucker en slags utomjordingar, som kallas metamarsianer och som "kommer från en del av kosmos, där tiden är tvådimensionell".[g]

- I Diane Duanes Star Trek-roman, The Wounded Sky[h] från 1983, säger den hamalkiska[i] fysikern K't'lk, att tiden har tre dimensioner, som kallas inception, duration och termination (sv. "påbörjande", "fortvaro" och "upphörande").

- I BBC:s science fiction-serie Doctor Who nämner Doktorn vid flera tillfällen "tidsrevan" och hoppandet mellan den första och den andra tidsdimensionen. Men tv-seriens handling är mer fokuserad på intrig, än på vetenskaplig teori.

### Källnoter
1. ↑  Sidan "Two-Time Physics (2T-physics)" ligger under Itzhak Bars egen webbplats hos Department of Physics and Astronomy vid University of Southern California.[2]
2. ↑  Sidan "John's Book Reviews: An Experiment with Time, by J. W. Dunne" ligger under John Q. McDonalds egen webbplats hos Space Physics Research Group vid University of California, Berkeley.[5]
3. ↑  John Godolphin Bennett
4. ↑  Plural av universum är universum (jfr. datum, faktum, forum). Se Svenska Akademiens ordböcker (SAOL, SO och SAOB) på Svenska.se: universum.
5. ↑  Nedan presenteras två förklarande versioner av källhänvisningen till Sergej Snegovs bok på ryska. De två nedanstående exemplen är alltså inte fungerande källhänvisningar, utan är menade att tjäna som uttals- och förståelsestöd samt som en hjälp för att hitta versioner på andra språk (t.ex. på engelska, där trilogin heter Humans as Gods). Den senaste ryska utgåvan av trilogin som hittades utgavs i Sankt Petersburg 1992 av förlaget Nikisjka (ISBN 5-8308-0015-2; Libris 11400603). Ingen svensk översättning av boken eller trilogin har hittats. 
Translitterering av källhänvisningen från ryskan: 

  - Snegov, Sergej (1977). Koltso obratnogo vremeni. Ljudi kak bogi (trilogija). "3". Leningrad: Lenizdat

Svensk översättning av källhänvisningen: 

  - Snegov, Sergej (1977). Den omvända tidsslingan. Människor som gudar (trilogi). "3". Leningrad: Lenizdat.[8]
6. ↑  The Number of the Beast har ännu inte givits ut i svensk översättning.
7. ↑  PDF-filen som källhänvisningen länkar till ligger under webbplatsen Rudy Rucker portal.[9]
8. ↑  The Wounded Sky har ännu inte givits ut i svensk översättning.
9. ↑  Hamalki är i de engelskspråkiga Star Trek-böckerna spindelliknande varelser från Hamal IV.